# Taphronota calliparea
Taphronota calliparea is een rechtvleugelig insect uit de familie Pyrgomorphidae. De wetenschappelijke naam van deze soort is voor het eerst geldig gepubliceerd in 1853 door Schaum.